# Gustavo Robreño
Gustavo Robreño Puente, né le 18 décembre 1873 à Pinar del Río et mort le 11 mars 1957 à La Havane, est un acteur, dramaturge et directeur de théâtre cubain, également journaliste et romancier.
Issu d'une famille de gens de théâtre, il écrit plus de 200 œuvres dramatiques, le plus souvent avec son frère Francisco Robreño, et fait partie des fondateurs du Teatro Alhambra à La Havane.